# Обработка персональных данных
Обработка персональных данных — совокупность действий (операций), совершаемых с использованием средств автоматизации или без использования таких средств с персональными данными, включая сбор, запись, систематизацию, накопление, хранение, уточнение (обновление, изменение), извлечение, использование, передачу (распространение, предоставление, доступ), обезличивание, блокирование, удаление, уничтожение персональных данных.

## Рекомендуемые сокращения для публикаций
- ПДн - Персональные Данные
- ОПДн - Обработка Персональных Данных
- ЗПДн - Защита Персональных Данных
- ПОПДн - общие Правила Обработки Персональных Данных (используется в формах на сайтах "Согласие с ПОПДн")

## Обработка персональных данных в России
В 1990-х годах в России персональные данные сотрудников и клиентов организаций продавались на дисках. Их можно было купить на рынке или в подземном переходе. В те годы законодательство РФ не предполагало какой-либо ответственности за разглашение конфиденциальной информации. Впервые понятие «персональные данные» упоминается в российском законодательстве в указе Президента «Об утверждении перечня сведений конфиденциального характера» от 6 марта 1997 года. В этом указе лишь перечисляется то, что относится к конфиденциальной информации, но там ничего не сказано ни об обработке персональных данных, ни о видах ответственности за неправомерную обработку.
В 2001 году Государственной Думой был принят Трудовой Кодекс РФ, в котором глава 14 посвящена защите персональных данных работников. В этой главе было определено понятие «обработка персональных данных работника» следующим образом: «Обработка персональных данных работника — получение, хранение, комбинирование, передача или любое другое использование персональных данных работника».
Согласно Трудовому кодексу РФ, работодатель не имеет права на обработку персональных данных без ведома и согласия работника, не может получать данные о его религиозных, политических и иных убеждениях, а также несёт ответственность за потерю, искажение и неправомерную обработку персональных данных.
Следующим важным шагом было принятие Федерального закона № 152-ФЗ от 27 июля 2006 года «О персональных данных». Цель этого закона — обеспечение защиты прав и свобод человека, при обработке его персональных данных.

## Принципы обработки персональных данных
- Обработка персональных данных должна осуществляться на законной и справедливой основе.
- Обработка персональных данных должна ограничиваться достижением конкретных, заранее определенных и законных целей. Не допускается обработка персональных данных, несовместимая с целями сбора персональных данных.
- Не допускается объединение баз данных, содержащих персональные данные, обработка которых осуществляется в целях, несовместимых между собой.
- Обработке подлежат только персональные данные, которые отвечают целям их обработки.
- Содержание и объем обрабатываемых персональных данных должны соответствовать заявленным целям обработки. Обрабатываемые персональные данные не должны быть избыточными по отношению к заявленным целям их обработки.
- При обработке персональных данных должны быть обеспечены точность персональных данных, их достаточность, а в необходимых случаях и актуальность по отношению к целям обработки персональных данных. Оператор должен принимать необходимые меры либо обеспечивать их принятие по удалению или уточнению неполных или неточных данных.
- Хранение персональных данных должно осуществляться в форме, позволяющей определить субъекта персональных данных, не дольше, чем этого требуют цели обработки персональных данных, если срок хранения персональных данных не установлен федеральным законом, договором, стороной которого, выгодоприобретателем или поручителем по которому является субъект персональных данных. Обрабатываемые персональные данные подлежат уничтожению либо обезличиванию по достижении целей обработки или в случае утраты необходимости в достижении этих целей, если иное не предусмотрено федеральным законом.

## Условия обработки персональных данных
- Обработка персональных данных осуществляется с согласия субъекта персональных данных на обработку его персональных данных.
- Обработка персональных данных необходима для достижения целей, предусмотренных международным договором Российской Федерации или законом, для осуществления и выполнения возложенных законодательством Российской Федерации на оператора функций, полномочий и обязанностей.
- Обработка персональных данных необходима для осуществления правосудия, исполнения судебного акта, акта другого органа или должностного лица, подлежащих исполнению в соответствии с законодательством Российской Федерации об исполнительном производств.
- Обработка персональных данных необходима для предоставления государственной или муниципальной услуги в соответствии с Федеральным законом от 27 июля 2010 года № 210-ФЗ «Об организации предоставления государственных и муниципальных услуг», для обеспечения предоставления такой услуги, для регистрации субъекта персональных данных на едином портале государственных и муниципальных услуг.
- Обработка персональных данных необходима для исполнения договора, стороной которого либо выгодоприобретателем или поручителем по которому является субъект персональных данных, а также для заключения договора по инициативе субъекта персональных данных или договора, по которому субъект персональных данных будет являться выгодоприобретателем или поручителем.
- Обработка персональных данных необходима для защиты жизни, здоровья или иных жизненно важных интересов субъекта персональных данных, если получение согласия субъекта персональных данных невозможно.
- Обработка персональных данных необходима для осуществления прав и законных интересов оператора или третьих лиц либо для достижения общественно значимых целей при условии, что при этом не нарушаются права и свободы субъекта персональных данных.
- Обработка персональных данных необходима для осуществления профессиональной деятельности журналиста и (или) законной деятельности средства массовой информации либо научной, литературной или иной творческой деятельности при условии, что при этом не нарушаются права и законные интересы субъекта персональных данных.
- Обработка персональных данных осуществляется в статистических или иных исследовательских целях, за исключением целей, указанных в статье 15 настоящего Федерального закона, при условии обязательного обезличивания персональных данных.
- Осуществляется обработка персональных данных, доступ неограниченного круга лиц к которым предоставлен субъектом персональных данных либо по его просьбе.
- Осуществляется обработка персональных данных, подлежащих опубликованию или обязательному раскрытию в соответствии с федеральным законом.

## Изменения
С 1 марта 2021 года для компаний установлено обязательное требование получения согласия на обработку и распространение общедоступных персональных данных.
К таковым относятся, содержащиеся в социальных сетях фамилия, имя, отчество, город, телефон, адрес электронной почты. Теперь операторам этих данных необходимо получать отдельное согласие пользователя на их распространение, которым в данном случае является и публичный показ.
Форма такого согласия утверждена приказом Роскомнадзора от 24.02.2021 № 18.
В соответствии с приказом, в согласии необходимо указание фамилии, имени и отчества субъекта персональных данных, цель обработки данных, перечень данных, которые будут обработаны, перечень данных, в отношении которых имеются условия и запреты, а также срок, на который дано согласие.
Также согласие на обработку персональных данных требует указания условий, при которых допускается передача данных сотрудникам внутри компании или сторонним организациям, или запрет передавать данные.